# ヤーコフ・ブトゥイリン
ヤーコフ・ペトロヴィチ・ブトゥイリン（ロシア語: Яков Петрович Бутырин、1884年 - 1919年2月24日）は、ロシアの革命家。

## 生涯
1884年、ロシア帝国ヴォロネジ県コズロフカの貧しい農家に生まれ、チフリス鉄道学校で学んだ。1903年からメンシェヴィキ党員となり、ロシア第一革命にも参加してアルハンゲリスク県へ追放されたが、脱走してエカテリノスラフとピャチゴルスクで地下活動に従事した。1917年からはロシア社会民主労働党国際派 (ru) に移り、二月革命後はピャチゴルスク・ソビエト議長を務め、6月にはペトログラードで第1回全ロシア・ソビエト大会 (ru) に出席した。
翌1918年3月からはテレク人民ソビエト共和国の内務人民委員および軍事人民委員を、8月からは再度の内務人民委員と食糧人民委員を務め、12月から翌1919年1月11日まで人民委員会議議長に就いた。同年にはボリシェヴィキ党員となった。1月11日からはテレク州ソビエト議長となったが、在任中の2月24日にグリ (ru) で、チフスにより死去した。